# محمد سند بوسنود
محمد سند بوسنود (23 يونيو 1979) لاعب كرة قدم بحريني معتزل كان يجيد اللعب في مركز الوسط المحوري.

## الإنجازات
- كأس ملك البحرين (1): 2006